# Scorched Earth (відеогра)
Scorched Earth (укр. Випалена земля) — популярна умовно-безплатна артилерійська відеогра 1991 року. Початково була розроблена під DOS Венделлом Хікеном (Wendell Hicken) на Borland C++ і Turbo Assembler. В цій грі танки, розміщені на двовимірному ландшафті, покроково намагаються знищити один одного.
Слоган гри — «Мати всіх ігор» («The Mother of all Games») з'явився в 1991 році, після того, як Саддам Хусейн пригрозив США, що у разі якщо вони з'являться на Іракській землі, то це буде «Мати всіх битв».

## Ігровий процес
Ціллю гри є знищити танк противника (не обов'язково влучанням снаряда) і вберегти свій. Перед кожним пострілом слід вибирати снаряд, налаштовувати кут і силу пострілу. На політ снаряду впливає вітер. Ландшафт руйнується від вибухів, тому можна, наприклад, змусити танк противника впасти у вирву, замість того, щоб знищити його пострілом. Кожна перемога приносить більше грошей, за які можна купити кращі снаряди і обладнання (паливо, щити, парашут для уникнення падінь з висоти).
Крім покрокового режиму є і режим реального часу. Одночасно можна грати з противниками в кількості до семи.